# Opanara depasoapicata
Opanara depasoapicata је пуж из реда Stylommatophora и фамилије Charopidae. 

## Угроженост
Ова врста је крајње угрожена и у великој опасности од изумирања.

## Распрострањење
Само француска Полинезија.

## Станиште
Врста Opanara depasoapicata има станиште на копну.